# Adriano Santini
Adriano Santini (Vicovaro, 2 febbraio 1948) è un generale italiano.
È stato dal 4 febbraio 2010 al 20 febbraio 2014 il direttore dell'AISE, l'Agenzia Informazioni e Sicurezza Esterna, col grado di generale di corpo d'armata.

## Biografia
Adriano Santini ha frequentato l'Accademia Militare di Modena (1968-1970) quale Allievo Ufficiale e, dopo la nomina a Sottotenente di Artiglieria, ha frequentato la Scuola di Applicazione di Torino. Ha completato l'iter formativo alla Scuola di Guerra dell'Esercito a Civitavecchia e si è laureato in Scienze Strategiche. Ha poi seguito un master di secondo livello presso l'Università degli Studi di Torino.
Ha ricoperto numerosi incarichi di servizio presso lo Stato Maggiore dell'Esercito Italiano, alternati con incarichi presso le unità militari operative. Dal 1986 al 1989 ha ricoperto l'incarico di Ufficiale addetto della 2ª sezione dell'Ufficio Ricerche e Studi dello SME.
È sposato e ha due figlie.

### Incarichi di comando
Nel 1978 giunge al 27º rgt a pe smv di UD e comanda la 2° btr 1º gruppo , nel 1990 ha ricoperto l'incarico di Comandante dell'8º Gruppo di Artiglieria da campagna semovente "Pasubio" a Trieste.
Dal 1990 al 1991 ha ricoperto l'incarico di Capo della III Sezione (Artiglieria) dell'Ufficio Ricerche e Studi dello Stato Maggiore dell'Esercito. Dal 1991 al 1993 è stato Capo della 1ª sezione dell'Ufficio Coordinamento Logistico del IV Reparto dello SME.
Dal 1994 al 1995 ha comandato il Distretto militare di Roma. Dal 1995 al 1998 è stato a Capo dell'Ufficio Coordinamento Logistico del IV Reparto dello SME.
Promosso generale di brigata, ha comandato la Brigata meccanizzata "Aosta" di Messina dal settembre 2001 all'ottobre 2002.

### Incarichi internazionali
Ha frequentato corsi di formazione presso lo stato maggiore dell'Esercito britannico (20º Corso di Stato Maggiore) e presso il War College dell'Esercito degli Stati Uniti.
Ha poi ricoperto l'incarico di Addetto per l'Esercito presso l'Ambasciata d'Italia a Londra dal 1998 al 2001 e quello di Italian Senior National Representative a Tampa in Florida nel 2003, presso l'U.S. CENTCOM.
Da giugno a novembre 2003 ha comandato il contingente nazionale interforze nell'ambito dell'operazione ‘Antica Babilonia’ in Iraq.

### Incarichi di vertice
Dal 2004 al 2007 ha retto l'incarico di Capo del Reparto Logistico dello SME, assumendo il 23 luglio 2007 l'incarico di Sottocapo di Stato maggiore dell'Esercito italiano.
È stato consigliere militare del Presidente del Consiglio dei Ministri Silvio Berlusconi dall'8 agosto 2008 al 3 febbraio 2010.
Il 4 febbraio 2010 è stato nominato direttore dell'A.I.S.E., guidando l'intelligence italiana all'estero fino al 20 febbraio 2014, quando è posto in congedo.
Ricopre da marzo 2019 la carica di Presidente dell’Albo Nazionale Analisti Intelligence e da novembre 2019 è stato eletto Segretario dell'Ordine Militare d'Italia.